# کروشوا گلاوا
کروشوا گلاوا (به صربی: Kruševa Glava) یک منطقهٔ مسکونی در صربستان است که در ناحیه پچینیا واقع شده‌است. کروشوا گلاوا ۱۳۵ نفر جمعیت دارد.